# Lasioglossum hyrkanium
Lasioglossum hyrkanium är en biart som beskrevs av Ebmer 1978. Lasioglossum hyrkanium ingår i släktet smalbin, och familjen vägbin. Inga underarter finns listade i Catalogue of Life.